# Liste der Kulturdenkmale in Saeul
In der Liste der Kulturdenkmale in Saeul sind alle Kulturdenkmale der luxemburgischen Gemeinde Saeul aufgeführt (Stand: 15. Juli 2025).

## Kulturdenkmal nach Ortsteil

### Ehner
| Bild                         | Bezeichnung                  | Lage                     | Beschreibung | Stufe | Eingetragen seit |
| ---------------------------- | ---------------------------- | ------------------------ | ------------ | ----- | ---------------- |
| Bauernhof                    | Bauernhof                    | 2, Haewee (Karte)        |              | PCN   | 6. Juli 2016     |
| ehemaliger Bauernhof         | ehemaliger Bauernhof         | 11, Haaptstrooss (Karte) |              | PCN   | 19. Mai 2023     |
| Kapelle St-Remacle mit Altar | Kapelle St-Remacle mit Altar | (Karte)                  |              | PCN   | 14. Februar 2024 |

### Kapweiler
| Bild           | Bezeichnung      | Lage                   | Beschreibung | Stufe | Eingetragen seit |
| -------------- | ---------------- | ---------------------- | ------------ | ----- | ---------------- |
| Weitere Bilder | Kapelle Ste-Anne | bei der Kapell (Karte) |              | PCN   | 6. November 2020 |

### Saeul
| Bild                | Bezeichnung               | Lage                                            | Beschreibung | Stufe | Eingetragen seit  |
| ------------------- | ------------------------- | ----------------------------------------------- | ------------ | ----- | ----------------- |
| Weitere Bilder      | Kirche                    | rue Principale (Karte)                          |              | PCN   | 31. Juli 1968     |
| Gebäude             | Gebäude                   | 15, rue Jean Mersch (Karte)                     |              | PCN   | 12. November 2010 |
|                     | Archäologische Fundstätte | An der Herel (Karte)                            |              | PCN   | 6. September 2018 |
| Eiche (Quercus sp.) | Eiche (Quercus sp.)       | Hoelzchen (200 m nordöstlich von Saeul) (Karte) |              | IS    | 29. März 1974     |
| Gebäude             | Gebäude                   | 1, rue Principale (Karte)                       |              | IS    | 18. April 2013    |
| Gebäude             | Gebäude                   | 3, rue Principale (Karte)                       |              | IS    | 18. April 2013    |
| Gebäude             | Gebäude                   | 35, rue Principale (Karte)                      |              | IS    | 8. August 2017    |

Legende: PCN – Immeubles et objets bénéficiant des effets de classement comme patrimoine culturel national; IS – Immeubles et objets inscrits à l’inventaire supplémentaire

## Quelle
- Liste des immeubles et objets beneficiant d’une protection nationales, Nationales Institut für das gebaute Erbe, Fassung vom 12. September 2022, S. 112 f. (PDF)

- Karte mit allen Koordinaten:
- OSM |
- WikiMap

Bad Mondorf |
Bartringen |
Bauschleiden |
Bech |
Beckerich |
Befort |
Berdorf |
Bettemburg |
Bettendorf |
Betzdorf |
Bissen |
Biwer |
Burscheid |
Bous-Waldbredimus |
Clerf |
Colmar-Berg |
Consdorf |
Contern |
Dalheim |
Diekirch |
Differdingen |
Dippach |
Düdelingen |
Echternach |
Ell |
Ernztalgemeinde |
Erpeldingen an der Sauer |
Esch an der Alzette |
Esch an der Sauer |
Ettelbrück |
Fels |
Feulen |
Fischbach |
Flaxweiler |
Frisingen |
Garnich |
Goesdorf |
Grevenmacher |
Grosbous-Wahl |
Habscht |
Heffingen |
Helperknapp |
Hesperingen |
Junglinster |
Käerjeng |
Kayl |
Kehlen |
Kiischpelt |
Koerich |
Kopstal |
Lenningen |
Leudelingen |
Lintgen |
Lorentzweiler |
Luxemburg |
Mamer |
Manternach |
Mersch |
Mertert |
Mertzig |
Monnerich |
Niederanven |
Nommern |
Parc Hosingen |
Petingen |
Préizerdaul |
Pütscheid |
Rambruch |
Reckingen/Mess |
Redingen/Attert |
Reisdorf |
Remich |
Roeser |
Rosport-Mompach |
Rümelingen |
Saeul |
Sandweiler |
Sassenheim |
Schengen |
Schieren |
Schifflingen |
Schüttringen |
Stadtbredimus |
Stauseegemeinde |
Steinfort |
Steinsel |
Strassen |
Tandel |
Ulflingen |
Useldingen |
Vianden |
Vichten |
Waldbillig |
Walferdingen |
Weiler zum Turm |
Weiswampach |
Wiltz |
Winseler |
Wintger |
Wormeldingen